# Злочин
Зло́чин — антисоціальний вчинок людини, що посягає на відносини, що склалися в суспільстві, і становить небезпеку суспільному розвитку. Людину, яка чинить злочин, називають «злочинець».
Злочином в українському праві є передбачене Кримінальним кодексом України суспільно небезпечне винне діяння (дія або бездіяльність), вчинене суб'єктом злочину, більш тяжке, ніж кримінальний проступок.
В науці кримінального права злочином називають суспільно небезпечне, винне, протиправне і кримінально каране діяння (дія чи бездіяльність), вчинене суб'єктом злочину.
Терміни «кримінальне правопорушення» і «злочин» не є синонімами після 1 липня 2020 року, коли набрав чинності Закон України про кримінальні проступки, передбачений пунктом 1 Прикінцевих положень Кримінального процесуального кодексу України. Нині термін «кримінальне правопорушення» об'єднує в собі поняття «злочин» і «кримінальний проступок».
Термін «кримінальний злочин» з точки зору права не має сенсу, оскільки злочином є тільки те діяння, яке передбачене кримінальним законом.

## Злочин як порушення права
Суспільство завжди намагається жити за встановленими правилами, проте немає жодної людської спільноти, у якій би такі правила не порушувалися. Часто такі порушення мають дріб'язковий характер — наприклад, запізнення учня на урок, перехід дороги за межами пішохідного переходу, а іноді є надзвичайно небезпечними, як-от крадіжка чи вбивство людини. Незначні порушення мають назву проступок. Відносини, пов'язані зі вчиненням людьми суспільно небезпечних діянь та визначенням відповідальності за їх вчинення регулює кримінальне право, а самі ці діяння називаються злочинами.
Правопорушення: проступки й злочини вивчає наука деліктологія. Злочинність вивчає наука кримінологія.
Злочини мають ряд ознак, спільних з іншими правопорушеннями: є небезпечними для суспільства; здійснюються усвідомлено; вчиняються всупереч заборонам, визначених кримінальним законодавством. Проте, на відміну від адміністративних, цивільних чи дисциплінарних проступків, злочини мають підвищений рівень суспільної небезпечності. Саме тому не є злочином дія або бездіяльність, яка, хоча формально і містить ознаки будь-якого забороненого діяння, але через малозначність не становить суспільної небезпеки, тобто не заподіяла й не могла заподіяти істотної шкоди фізичній чи юридичній особі, суспільству або державі. Крім того, злочином є лише те діяння, яке прямо передбачене Кримінальним кодексом України.

## Класифікація злочинів
Злочини поділяються на певні групи, залежно від визначених кримінальним законом ознак, які відображають міру покарання за той чи інший злочин. Отже, таким критерієм у класифікації злочинів є ступінь їхньої тяжкості.

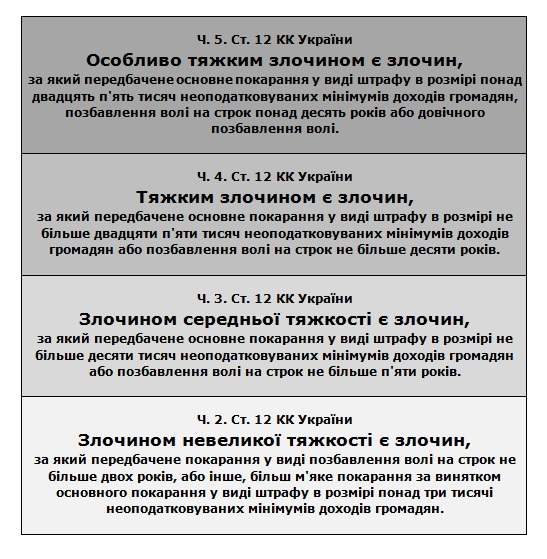
Класифікація злочинів за ст. 12 Кримінального кодексу України яка діє до 1 липня 2020 року

До 1 липня 2020 року за ступенем тяжкості злочини поділялися на:
- невеликої тяжкості
- середньої тяжкості
- тяжкі
- особливо тяжкі.

Тепер діє нова класифікація:
Нетяжкий злочин — передбачене Кримінальним Кодексом України діяння (дія чи бездіяльність), за вчинення якого передбачене основне покарання у виді штрафу в розмірі більше трьох тисяч, але не більше десяти тисяч неоподатковуваних мінімумів доходів громадян або позбавлення волі на строк не більше п'яти років.
Тяжкий злочин — … штраф у розмірі не більше двадцяти п'яти тисяч неоподатковуваних мінімумів доходів громадян або позбавлення волі на строк не більше десяти років.
Особливо тяжкий злочин — … штраф у розмірі понад двадцять п'ять тисяч неоподатковуваних мінімумів доходів громадян, позбавлення волі на строк понад десять років або довічне позбавлення волі.

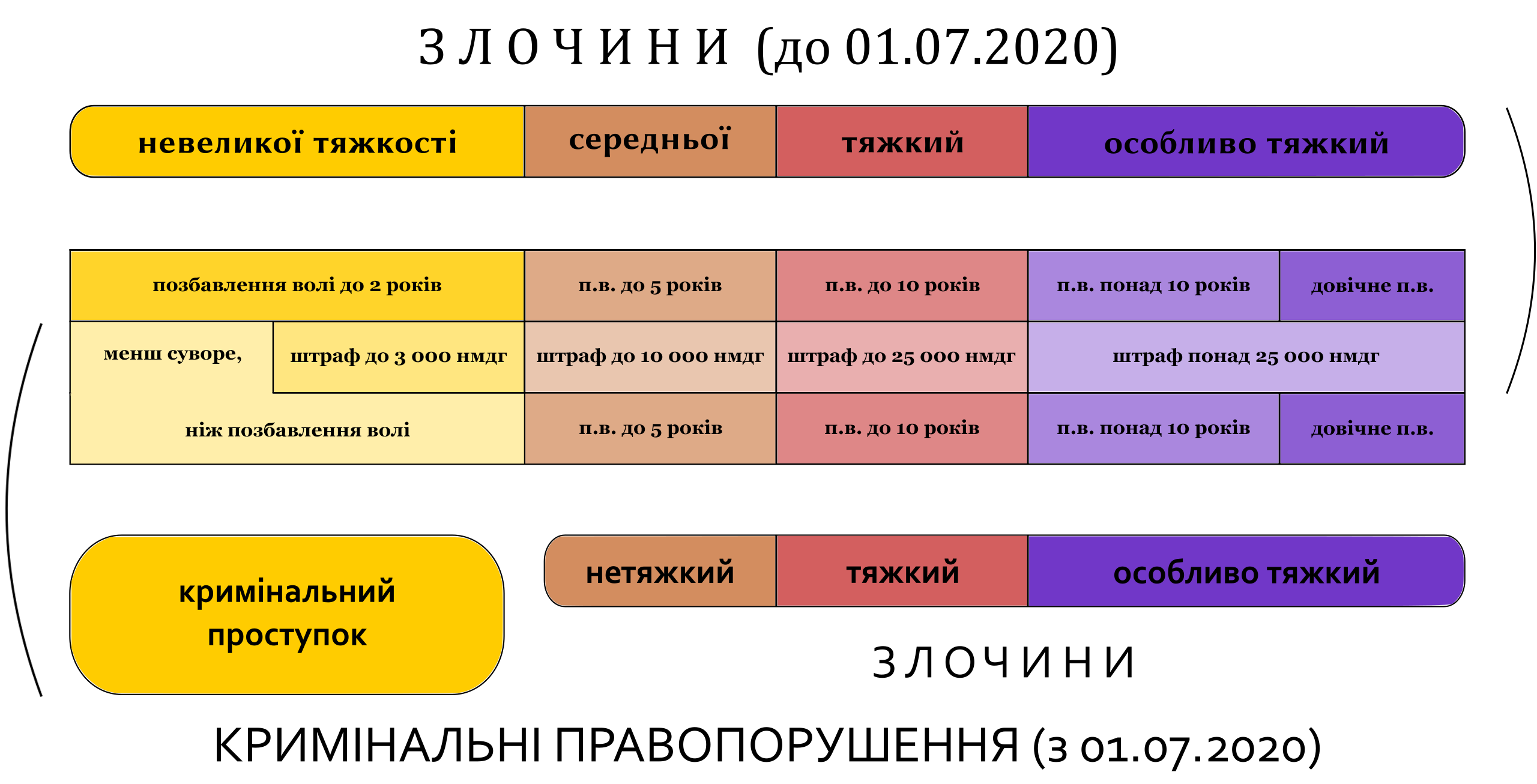
Порівняння класифікацій злочинів за тяжкістю до та після 2020 р.

## Ознаки злочину
Залежно від ступеня завершеності злочини поділяються на закінчені та готування до злочину та замах на злочин.
Готуванням до злочину є пошук або пристосування засобів чи знарядь, підшукування співучасників або змова на вчинення злочину, усунення перешкод, а також інше умисне створення умов для вчинення злочину. Готування до злочину невеликої тяжкості не тягне за собою кримінальної відповідальності, у той час як за інші види готування особа має нести покарання.
Замахом на злочин є вчинення особою з прямим умислом діяння (дії або бездіяльності), безпосередньо спрямованого на вчинення злочину, передбаченого відповідною статтею Кримінального кодексу, якщо при цьому злочин не було доведено до кінця з причин, що не залежали від її волі. Кримінальна відповідальність за замах на злочин настає за тією статтею Кримінального кодексу, якою передбачено відповідальність за закінчений злочин, який особа мала намір вчинити, з урахуванням правил ст. 15 Кримінального кодексу.
Від замаху слід відрізняти добровільну відмову — остаточне припинення особою за своєю волею готування до злочину або замаху на злочин, якщо при цьому вона усвідомлювала можливість доведення злочину до кінця. Особа, яка добровільно відмовилася від доведення злочину до кінця, підлягає кримінальній відповідальності лише в тому разі, якщо фактично вчинене нею діяння містить склад іншого злочину.

## Вуличне кримінальне правопорушення
Із загальної кількості кримінальних правопорушень, учинених у громадських місцях, виділяються «вуличні». Вулицею слід вважати відкриту частину території міста чи населеного пункту, крім приміщень та будівель, на якій перебувають громадяни, рухається транспорт і до якої є вільний доступ у будь-яку пору року та час доби. Також вулицею слід уважати проїжджу частину дороги, у тому числі автомагістралі, тротуари, площі, проспекти, бульвари, набережні, мости, шляхопроводи, естакади, проїзди, зупинки громадського транспорту, парки, сквери, провулки, завулки, двори, за винятком приватних домоволодінь, в тому числі зелені насадження та елементи благоустрою.